# Sternocera
Sternocera è un genere di coleotteri della famiglia Buprestidae.

## Tassonomia
26 specie appartengono a questo genere.
- Sternocera aequisignata Saunders, 1866
- Sternocera aurosignata Thomson, 1878
- Sternocera cariosicollis Fairmaire, 1884
- Sternocera castanea (Olivier, 1790)
- Sternocera chrysis (Fabricius, 1775)
- Sternocera dasypleuros Kollar, 1848
- Sternocera diardii Gory, 1840
- Sternocera discedens Kolbe, 1901
- Sternocera duvivieri Kerremans, 1898
- Sternocera feldspathica White, 1843
- Sternocera foveopubens Fairmaire, 1884
- Sternocera funebris Boheman, 1860
- Sternocera hildebrandti Harold, 1878
- Sternocera hunteri Waterhouse, 1889
- Sternocera interrupta (Olivier, 1790)
- Sternocera iris Harold, 1878
- Sternocera klugii Thomson, 1859
- Sternocera laevigata (Olivier, 1790)
- Sternocera marseuli Obenberger, 1923
- Sternocera multipunctata Saunders, 1869
- Sternocera ngorongorensis Holm & Gussmann, 1992
- Sternocera orissa Buquet, 1837
- Sternocera pulchra Waterhouse, 1879
- Sternocera ruficornis Saunders, 1866
- Sternocera sternicornis (Linnaeus, 1758)
- Sternocera syriaca Saunders, 1874
- Sternocera tricolor Kerremans, 1886